# Guy Eric Dano
Guy Eric Dano (sinh ngày 2 tháng 4 năm 1989) là một cầu thủ bóng đá người Bờ Biển Ngà thi đấu ở vị trí hậu vệ cho đội bóng tại I-League Minerva Punjab.

## Sự nghiệp

### Câu lạc bộ
Sự nghiệp của Guy Eric Dano bắt đầu ở Ivory Coast League 1 với jeunesse Club d'Abidjan, người có động lực từ cựu thủ môn Bờ Biển Ngà Vincent Angban và cựu tuyển thủ quốc gia Guinée Demba Camara. Anh mạnh hơn ở chân trái.